# Révolution libérale portugaise
Pour les articles homonymes, voir Révolution portugaise.

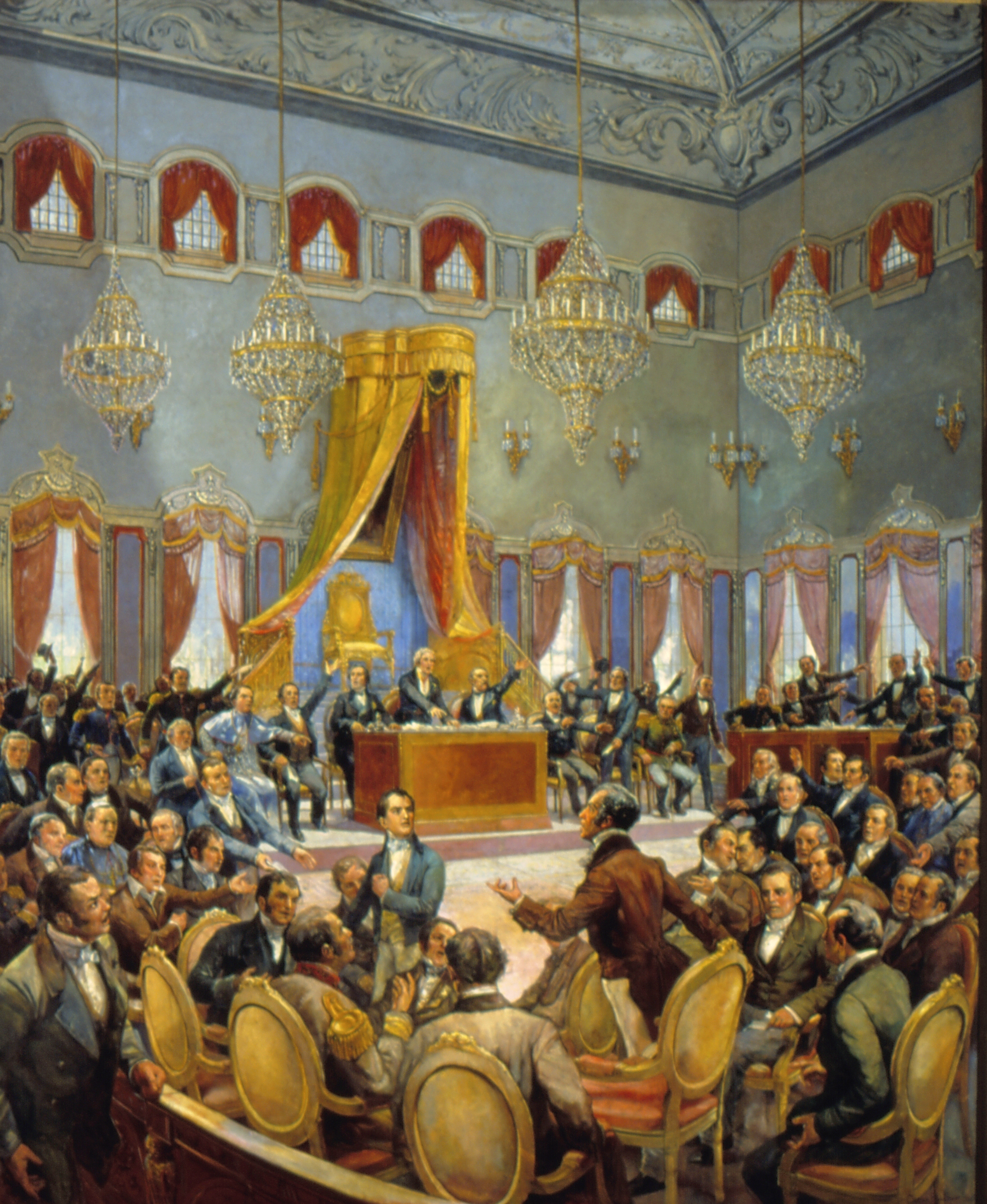
Œuvre qui intègre la collection du Museu Paulista de l'USP. Fonds du Musée Paulista - FMP

La révolution libérale portugaise fut un soulèvement populaire qui éclata à Porto le 24 août 1820, et se poursuivit jusqu'en 1824. Il débuta par une insurrection militaire puis s’étendit progressivement à tout le Portugal. Il aboutit au retour à Lisbonne, en 1821, de la famille royale, exilée au Brésil depuis 1808. Il marqua, par ailleurs, le début de l’histoire constitutionnelle du Portugal puisqu’il fut à l'origine de la convocation de Cortes constituantes et de l’élaboration de la première constitution du pays en 1822. Le mouvement fut déterminant pour l'histoire du Portugal comme pour celle du Brésil.    

## Histoire de la révolution

### Antécédents
L'invasion du Portugal par les troupes napoléoniennes entraîne le transfert de la cour portugaise au Brésil. Malgré la victoire, obtenue grâce à l'aide des troupes britanniques, le Portugal se retrouve dans une situation ambiguë : à la fois, colonie du Brésil et protectorat britannique. Une double dépendance humiliante pour cet ancien empire. En signant le décret autorisant l'ouverture des ports brésiliens aux nations amies, le futur Jean VI de Portugal sonne la fin du Pacte colonial qui garantissait au Portugal l'exclusivité du commerce avec le Brésil. À ce coup dur s'ajoute le Traité du 19 février 1810, qui garantit des privilèges douaniers aux produits britanniques entrant au Portugal. Ces mesures plongent le commerce de Lisbonne et de Porto dans une profonde crise qui affecte durement la bourgeoisie.   
Par ailleurs, le contrôle exercé par les Britanniques sur les forces militaires provoquait un profond mal-être parmi les officiers portugais.

### La conspiration de Lisbonne
Avec la fin de l'occupation des troupes françaises, et la défaite définitive de Napoléon (1815), plusieurs officiers de l'armée ainsi que des francs-maçons, réunis à Lisbonne, forment le "Suprême Conseil Régénérateur du Portugal et de l'Algarve". Leur objectif : expulser les britanniques qui, à travers le gouvernement militaire de William Carr Beresford, contrôlent militairement le Portugal et rétablir l'indépendance de la patrie. Ce mouvement, mené par le général Gomes Freire de Andrade, grand-maître du Grand Orient lusitanien (1815-1817), tente, durant sa brève existence, de préparer l'introduction du libéralisme au Portugal. Il ne parviendra pas à ses fins : en mai 1817, plusieurs de ses membres, dont Gomes Freire de Andrade, sont dénoncés, arrêtés et jetés en prison pour conspiration contre la monarchie (monarchie alors représentée par la Régence, à l'époque sous l'autorité militaire britannique de William Carr Beresford). Ils sont trahis par d'autres francs-maçons : João de Sá Pereira Soares, Morais Sarmento et José Andrade Corvo.
En octobre 1817, le tribunal condamne à la peine de mort par pendaison, les accusés, jugés coupables de trahison à la patrie. Beresford tentera de suspendre l'exécution de la sentence en attendant qu'elle soit confirmée par le souverain mais la Régence, offensée par une telle demande, y voyant une intention de diminuer son autorité, ordonna son exécution immédiate. Les exécutions de José Ribeiro Pinto, du major José da Fonseca Neves, de Maximiano Dias Ribeiro (tous maçons), ainsi que de José Joaquim Pinto da Silva, du major José Campello de Miranda, du colonel Manuel Monteiro de Carvalho, de Henrique José Garcia de Moraes, de António Cabral Calheiros Furtado de Lemos, de Manuel Inácio de Figueiredo et de Pedro Ricardo de Figueiró (peut-être maçons), eurent lieu le 18 octobre, à Campo de Santana (aujourd'hui Campo dos Mártires da Pátria). Le général Gomes Freire de Andrade, fut exécuté le même jour, au fort de São Julião da Barra.
Cette attitude de la part de la Régence et de Lord Beresford, commandant en chef britannique de l'armée portugaise et Régent de fait du royaume, suscita de nombreuses protestations et intensifia la rancœur envers les britanniques dans le pays.
Après le jugement et l'exécution des accusés, le général se rendit au Brésil afin de demander au souverain davantage de moyens et de pouvoir pour la répression du jacobinisme. C'est pendant son absence que va éclater la révolution de Porto. À son retour, cette même année, après avoir obtenu gain de cause auprès du roi, il sera interdit de débarquer à Lisbonne.

### Les événements
Le 24 août 1820, la révolution libérale éclate au Portugal et les révoltés exigent le retour du roi au Portugal, réfugié au Brésil depuis 1807. Un soulèvement militaire permet la création de la Junte Provisoire du Gouvernement Suprême du Royaume à Porto, suivie de la proclamation d’une junte semblable à Lisbonne. Ensemble, les deux juntes décident de la création de deux organismes provisoires : l’un prépare la convocation des Cortes, l’autre assure l’intérim du pouvoir. Du Brésil, Jean VI de Portugal reconnaît le fait accomplit. Les élections aux Cortes révèlent les premières failles dans le bloc des conjurés, entre la bourgeoisie libérale et les militaires, partisans de la restauration de l’ancien régime. Ceux-ci organisent un pronunciamiento le 11 novembre 1820, la martinhada, par laquelle ils imposent momentanément à la junte leurs hommes et leurs principes. Cependant, les élections au Cortes constituantes porteront au pouvoir des députés certes royalistes mais décidés à proclamer les droits de l’homme et du citoyen et la souveraineté du peuple.
Les Cortes constituantes s’ouvrent le 24 janvier 1821. L’homme fort de l’assemblée, Manuel Fernandes Tomás (pt), créateur du Sinédrio, dirige les travaux de la commission chargée d’élaborer les bases de la constitution, à laquelle Jean VI de Portugal, de retour du Brésil, jurera fidélité en juillet 1821. La Constitution est promulguée le 23 septembre 1822.